# Глизе 3470 b
Глизе 3470 b — экзопланета у звезды Gliese 3470, находящаяся в созвездии Рака. Экзопланета имеет массу около 14 земных и радиус около 4 земных, являясь мининептуном. Орбита планеты сильно наклонена к плоскости эклиптики своей звезды, приблизительно 97°.
Интересна тем, что выбрасывает огромное количество гелия в космос, образуя огромное облако вдоль своей орбиты.

## Атмосфера
Первые наблюдения за атмосферой планеты были произведены в 2012 году японскими астрономами Акихико Фукую, Норио Нарита и Кензи Курода в Токийском университете в 2013 году. Исследователи заявили, что "судя по всему, атмосфера состоит из гелия и водорода, масса атмосферы составляет около 5-20% всей массы планеты. Учитывая, что масса атмосферы Земли составляет около 0,0001% от массы планеты, планета Gliese 3470 b имеет довольно плотную атмосферу."
В том же, 2013 году, Большой бинокулярный телескоп обнаружил в атмосфере планеты рэлеевское рассеяние. Это подтвердилось в 2015 году исследователями из обсерватории Las Cumbres. Они пришли к выводу, что наиболее правдоподобным объяснением эффекта рассеяния является атмосфера, состоящая преимущественно из водорода и гелия, из-за чего экзопланета закрывается плотными облаками и дымкой. Также они пришли к выводу, что атмосфера планеты, скорее всего, синего цвета (как у Урана и Нептуна).
В 2017-2019 годах было установлено, что атмосфера планеты имеет низкую металличность, в ней есть метан и вода. Считается, что атмосфера занимает всю полость Роша планеты.
В 2019-2020 годах в атмосфере планеты был обнаружен поток гелия, указывая на то, что атмосфера планеты теряет от 30 до 100 тысяч тонн в секунду.

## Галерея

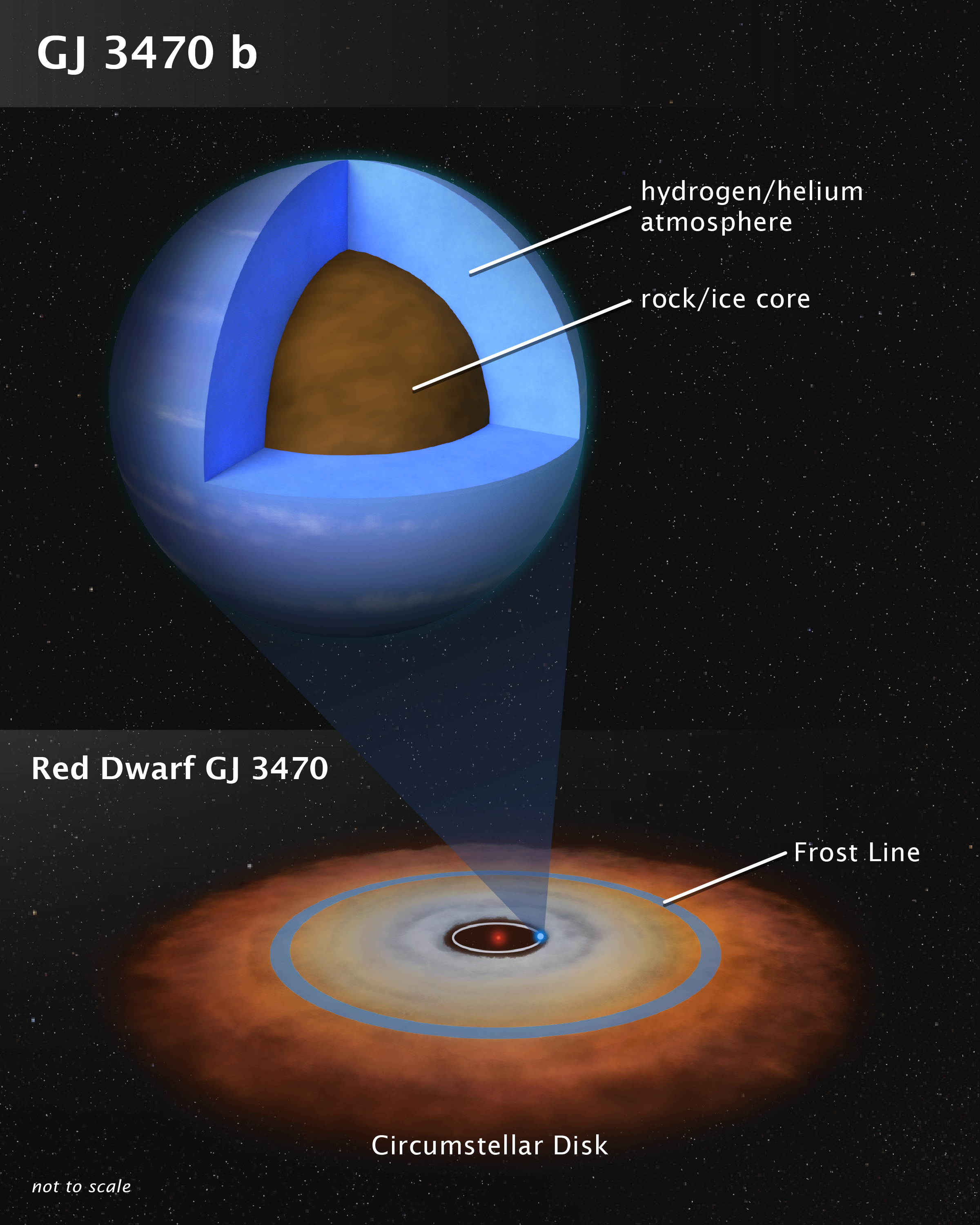
Строение планеты
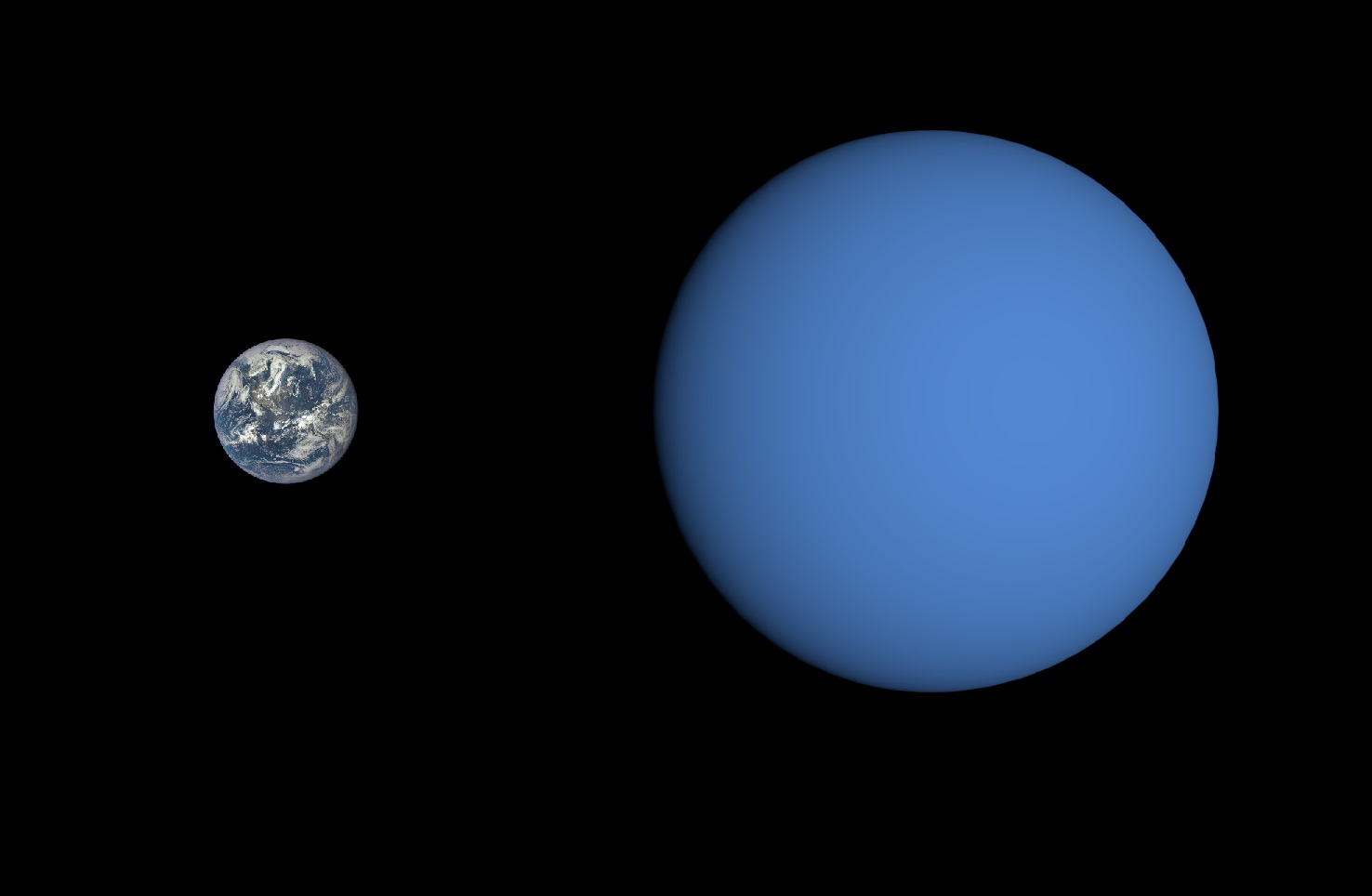
Глизе 3470 b в сравнении с Землёй